# 1353

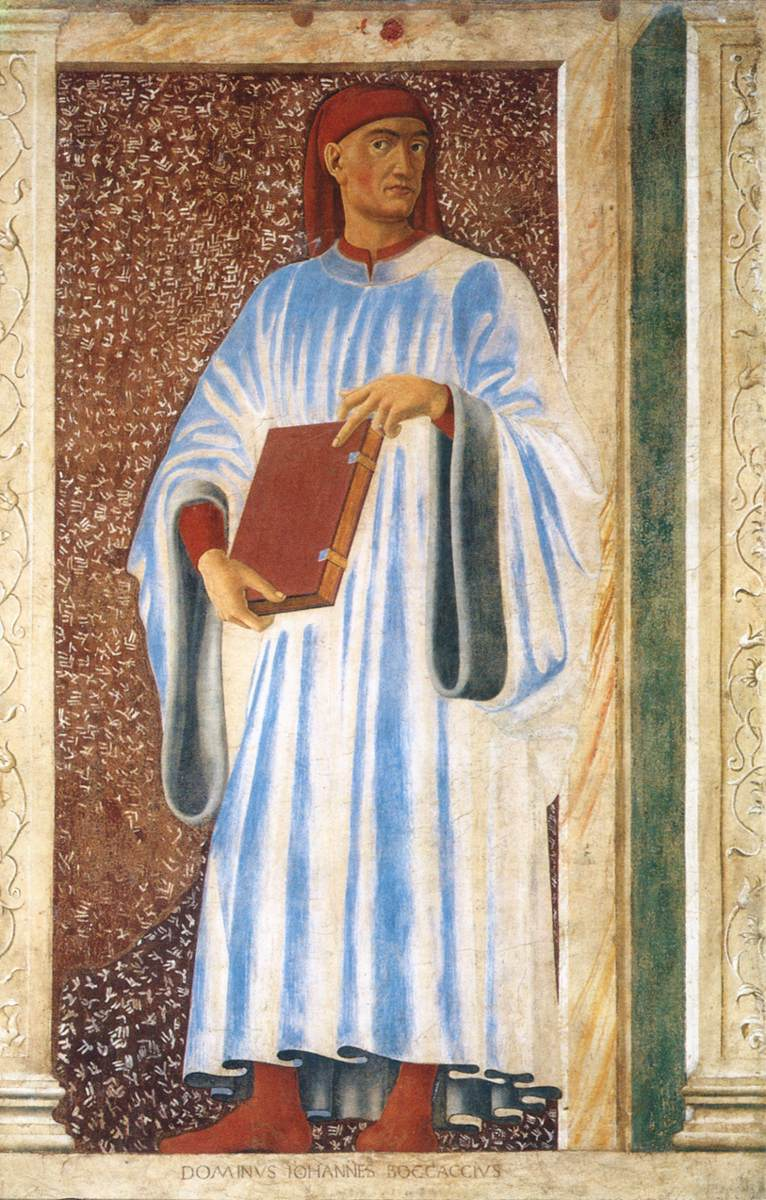
Boccaccio presenteert de Decamerone

Het jaar 1353 is het 53e jaar in de 14e eeuw volgens de christelijke jaartelling.

## Gebeurtenissen
- 3 maart - Bern treedt toe tot het Zwitsers Eedgenootschap.
- april - Mattheüs Asanes Kantakouzenos wordt benoemd tot medekeizer van Byzantium, naast zijn vader Johannes VI Kantakouzenos
- Fa Ngum sticht het koninkrijk Lan Xang.
- Changchub Gyaltsen verslaat de macht van de Yuan-dynastie en de Sakya in Tibet en sticht de Phagmodru-dynastie. (jaartal bij benadering)
- Hoogerheide wordt een heerlijkheid.
- oudst bekende vermelding: Calfven

## Kunst en literatuur
- Giovanni Boccaccio: Decamerone (jaartal bij benadering)
- Petrarca: Secretum (jaartal bij benadering)

## Opvolging
- Baden-Baden - Frederik III opgevolgd door zijn zoon Rudolf VI
- Baden-Eberstein - Herman IX opgevolgd door Rudolf VI van Baden-Baden
- Bosnië - Stefanus II Kotromanić opgevolgd door zijn neef Tvrtko I
- Breda - Willem van Duivenvoorde opgevolgd door zijn neef Jan II van Polanen
- Holstein-Pinneberg - Adolf VII opgevolgd door Adolf VIII
- Luxemburg - koning Karel IV opgevolgd door zijn halfbroer Wenceslaus I
- Moskou - Simeon opgevolgd door zijn neef Ivan II
- Orde van Sint Jan - Dieudonné de Gozon opgevolgd door Pierre de Corneillan
- Straatsburg - Berthold II van Bucheck opgevolgd door Jan II van Lichtenberg

## Geboren
- februari - Marco Visconti, Italiaans edelman
- Johan van Nassau-Wiesbaden-Idstein, Duits edelman
- Margaretha I, koningin van Denemarken, Noorwegen en Zweden (1387/1389-1412)

## Overleden
- 13 april - Herman IX van Baden-Eberstein, Duits edelman
- 19 juli - Violante van Aragon (42), Aragonees edelvrouw
- 12 augustus - Willem van Duivenvoorde (~63), Nederlands edelman
- 2 september - Frederik III van Baden (~26), Duits edelman
- 4 oktober - Rudolf II (47), paltsgraaf aan de Rijn
- Anna van de Palts (~24), echtgenote van koning Karel IV
- Dieudonné de Gozon, grootmeester van de Orde van Sint-Jan
- Elisabeth van Habsburg (~47), Duits edelvrouw
- Kham Hiao, koning van Sawa
- Leonora van Barchem, de 'Zwarte Vrouw van Staverden'